# Ertogrul (príncep)
Ertogrul   (Kütahya, 1376 - Çorum, 1392) fou un príncep otomà, fill de Baiazet I.
Fou governador de Sarukhan-Karasi o d'Aidin (segons les fonts) nomenat pel seu pare vers 1389/1390 després d'una campanya militar, quan era molt jove. Va morir el 1392 a la batalla de Kirk Dilim prop de Çorum. Fou enterrat a Bursa en una mesquita que ell mateix havia fet construir.